# Am I Going Insane (Radio)
«Am I Going Insane (Radio)» — сингл гурту Black Sabbath з альбому Sabotage 1975 року. Існує думка, що слово «radio» було додане гуртом, щоб пісня звучала на радіо, але насправді, як пояснює Білл Ворд, це римований сленг кокні - radio rental - mental. Критики відзначили збіг назви та той факт, що всі учасники Black Sabbath, крім Тоні Айоммі, згодом пережили клінічну депресію. Крім того, коли пісня затихає, лунає тривожний крик, який звучить так, ніби у когось «поїхав дах». Існує теорія, що на записі була Джессіка, донька Оззі, але інтерв'ю з ним 1975 року свідчить про те, що це була не вона. Звуконженер Sabotage розповів, що крик був взятий з касети без маркування, знайденої на студії.

## Розчарування в групі та критика
Незважаючи на задоволеність більшістю пісень на Sabotage, вокалісту Оззі Осборну не сподобались «Am I Going Insane (Radio)» і «Supertzar». Осборн відчув, що ці два треки відволікають увагу на тому, що в іншому випадку було б ідеальним альбомом. Рецензенти AllMusic стверджували, що пісня була невпізнаною для Black Sabbath, що це була необдумана спроба змінити ідентичність гурту. Незважаючи на почуття Осборна до пісні та негативні рецензії, її популярність стала причиною того, що вона з’явилася як єдиний трек із Sabotage на збірці найбільших хітів We Sold Our Soul for Rock 'n' Roll.

## Треклист
Сторона А
1. «Am I Going Insane (Radio)» – 4:17

Сторона Б
1. «Hole in the Sky» – 4:00